# Образцов Олексій Володимирович
Олексій Образцо́в (нар. 29 серпня 1975, Дніпро) — український архітектор, засновник архітектурного бюро ArchObraz. Представник архітектурної школи Дніпра. 

## Життєпис

### Рання біографія та освіта
Олексій Образцов народився 29 серпня 1975 року в місті Дніпро. В дитинстві займався бадмінтоном. Був кандидатом у юнацьку збірну СРСР, переможцем та призером дитячих та юнацьких турнірів. 
Після закінчення школи вступив до Придніпровської державної академії будівництва та архітектури з метою продовжити спортивну кар'єру, граючи за ЗВО. Попереднє знайомство з освітою та атмосферою на підготовчих до вступу курсах спонукало залишити спорт та заглибитися в навчання. Згодом повернувся до бадмінтону та став триразовим чемпіоном України серед ветеранів, учасником чемпіонату світу у Катовиці, Польща, у 2019 році.  
Під час навчання розробляв проєкти для невеличких об'єктів, рекламні вивіски, які власноруч виготовляв. Пізніше заснував майстерню по виробленню зовнішньої реклами для магазинів. У 1998 році отримав вищу освіту за спеціальністю «Архітектор».   
Одразу після завершення навчання в період з 1998 по 2000 рік займався професійною діяльністю в архітектурній майстерні Олександра Дольника. У той час там розроблялася архітектурна концепція, що значно відрізнялася від принципів модернізму, які викладалися на архітектурному факультеті.
У 2002 році заснував архітектурне бюро ArchObraz.

### Інша діяльність
З 2015 року постійний член журі щорічного молодіжного конкурсу Steel Freedom; 
2018-2022 — співзасновник щорічного архітектурного фестивалю «Міста України»; 
2018-2021 — заступник голови Дніпропетровської обласної організації НСАУ; 
2018-2021 — голова осередку Палати Архітекторів Дніпропетровської обласної організації НСАУ; 
2018 — учасник виставки TIME SPACE EXISTENCE на Венеціанській бієнале; 
2021 — співзасновник громадської організації «Асоціація випускників та друзів ПДАБА»; 
2023 — член Конкурсної комісії НСАУ; 
2024 — член журі щорічного конкурсу «INTERIORGODA»; 
2024 — голова журі міжнародного архітектурного та урбаністичного конкурсу «Ірпінь: Горизонт майбутнього».

## Діяльність бюро

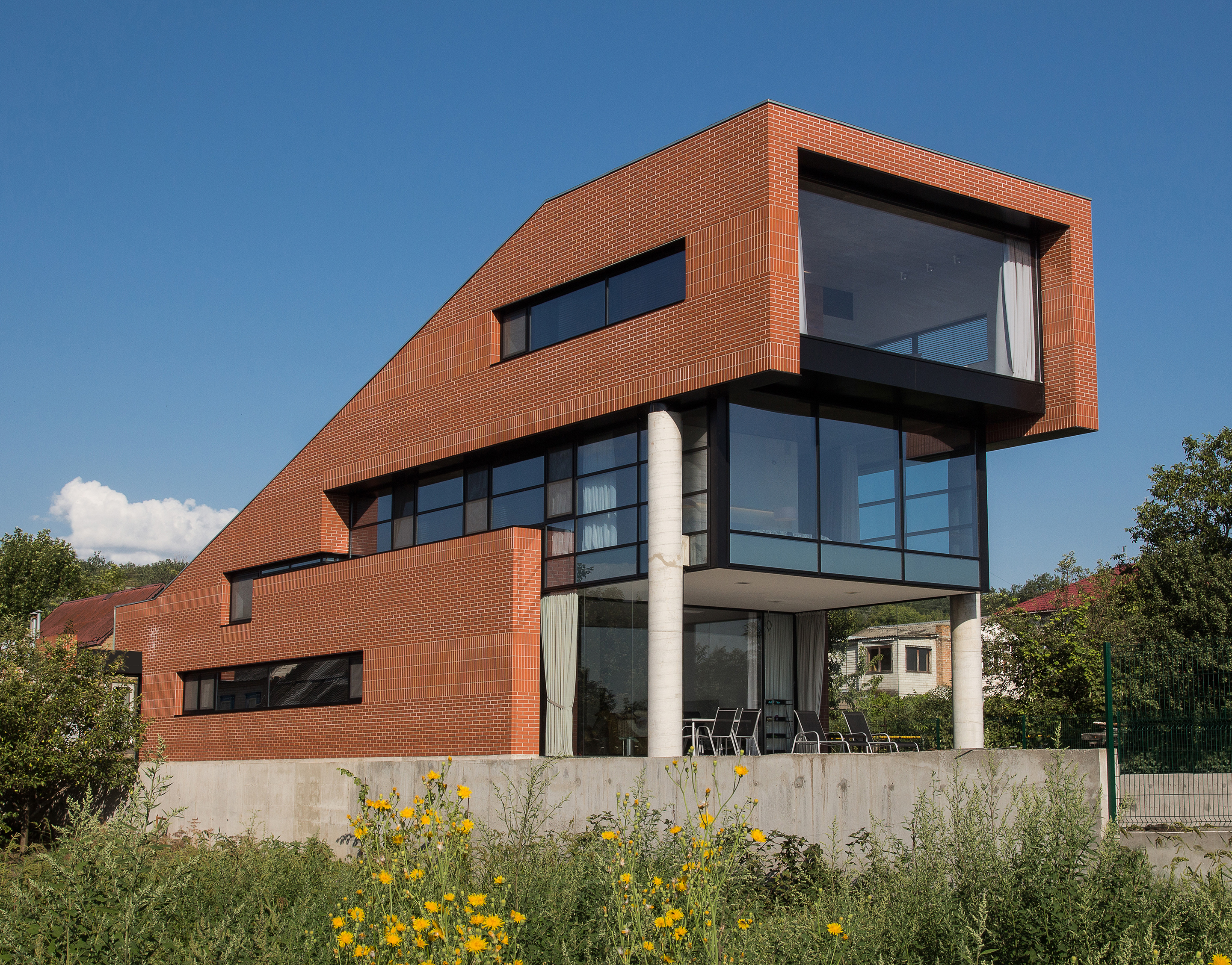
«Дніпровська оптика» – проєкт бюро ArchObraz

Сфера діяльності архітектурного бюро ArchObraz — урбанізм, проєктування житлових і громадських будівель, індивідуального житла, дизайн інтер’єрів.

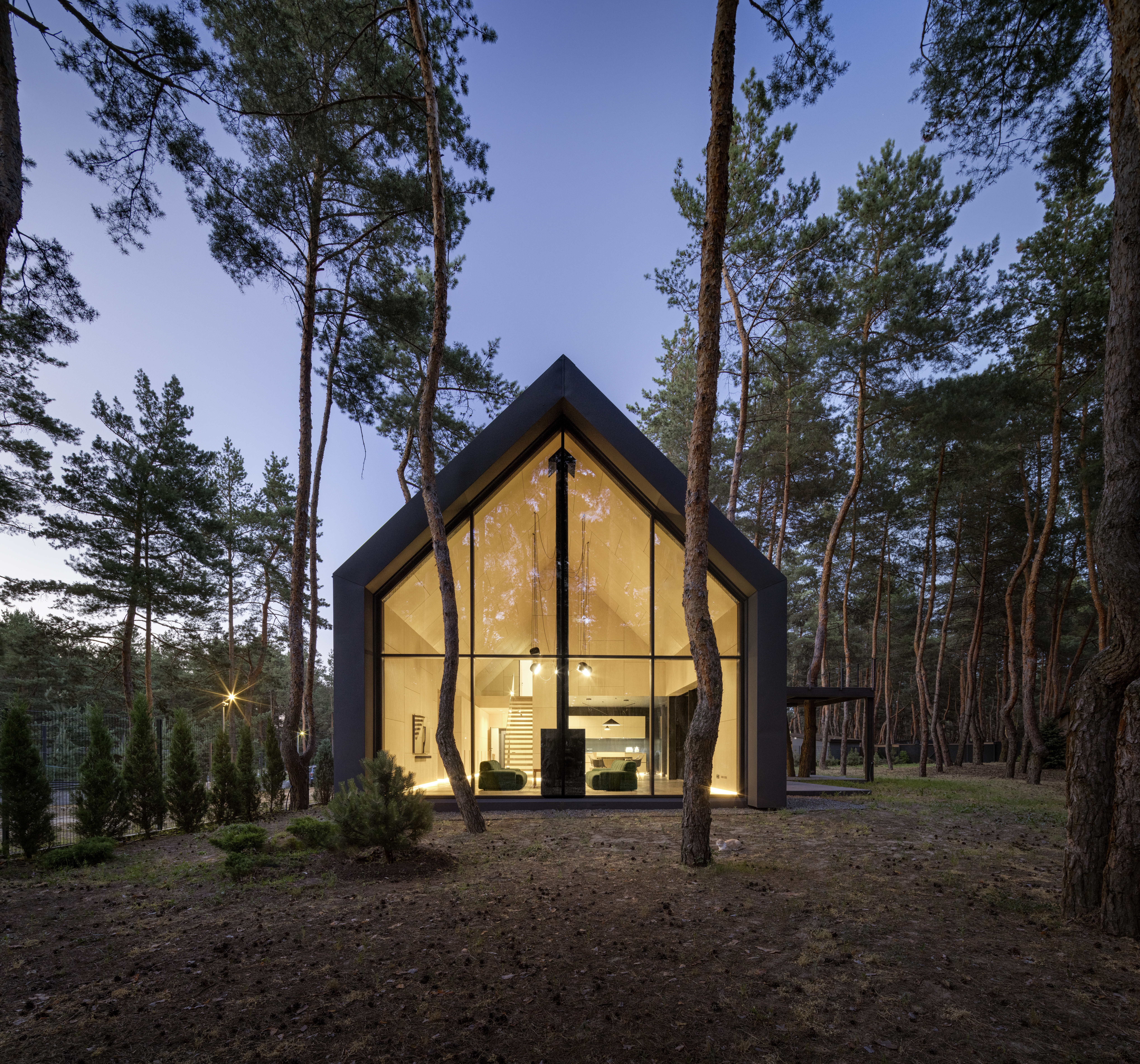
House among the Pines – проєкт бюро ArchObraz

Роботи бюро друкуються у світових виданнях: ArchDaily, Divisare, designboom та інших. Проєкти номінуються на участь у національних та світових преміях.
Після повномасштабного вторгнення в Україну студія також активно працює над соціальними проєктами.

### Обрані реалізовані архітектурні проєкти
- Бізнес-центр «Трипільський» (Дніпро, Україна, 2005); [20]
- Приватний будинок «Дніпровська оптика» (Дніпро, Україна, 2012); [21] [22]
- Реконструкція багатофункціонального центру «Славутич» (Дніпро, Україна, 2013); [23] [24]
- Апартаменти Rain or Shine (Київ, Україна, 2017); [25]
- Приватний будинок Space Twist (Дніпро, Україна, 2020); [26]
- Багатофункціональний центр «Примор’є» (Маріуполь, Україна, 2020); [27]
- Броварня MOVA (Дніпро, Україна, 2021); [28][13]
- Житловий комплекс «Піонер» (Маріуполь, Україна, 2022);
- Приватний будинок House among the Pines (Дніпро, Україна, 2022); [16][29]
- Житловий комплекс «Мангеттен» (Дніпро, Україна); [30] [31]
- Житловий комплекс Forest Hill (Дніпро, Україна, 2023); [32]
- Житловий комплекс ArtHoff (Дніпро, Україна, 2023). [33]

### Обрані містобудівні проєкти
- Розробка стратегії просторового розвитку територій в районі набережної Перемоги та вулиці Мандриківської (Дніпро, Україна, 2019); [34]
- Реконструкція площі Десантників (Дніпро, Україна, 2023).